# 与板警察署
与板警察署（よいたけいさつしょ）は、新潟県警察が管轄する警察署の一つである。

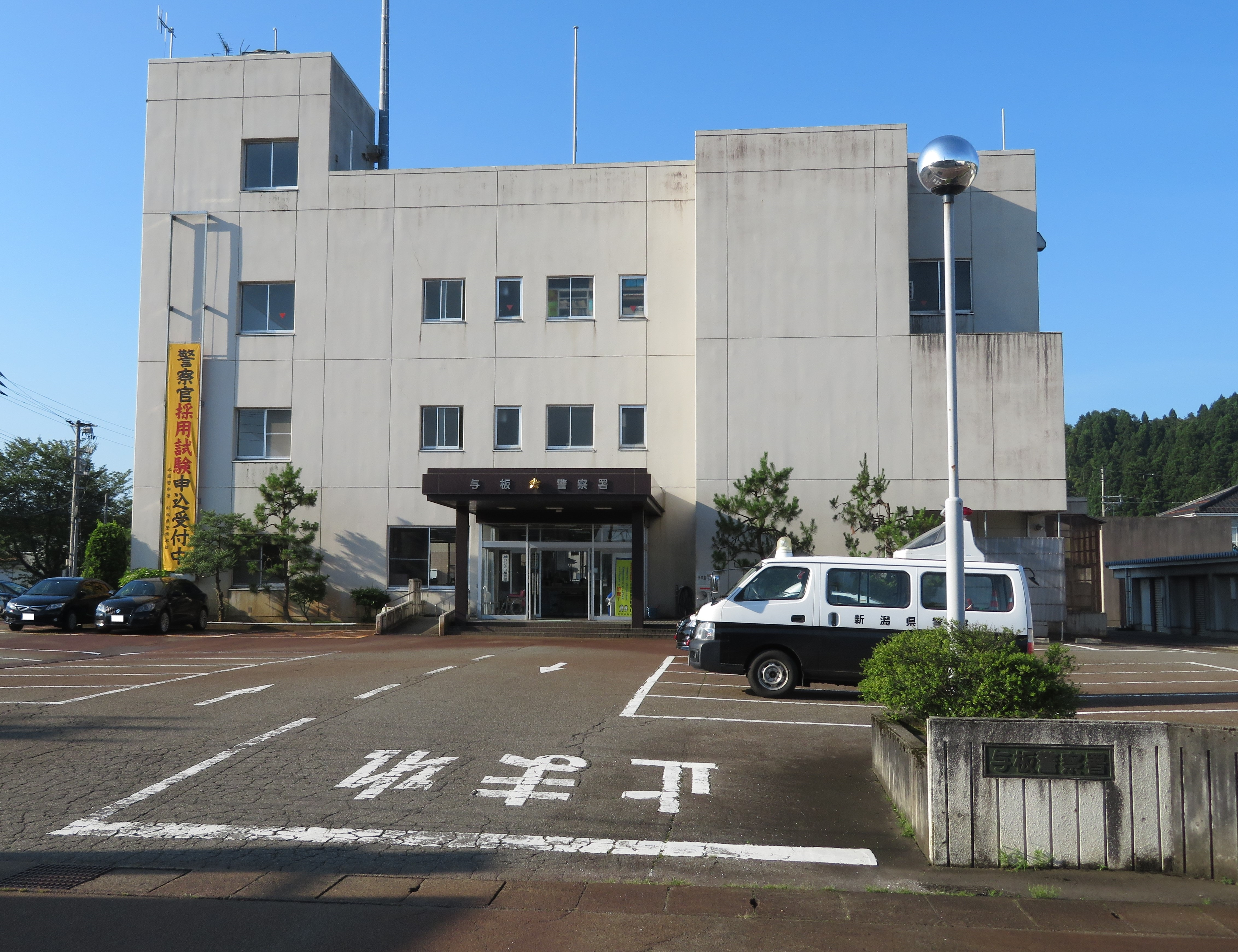
与板警察署

## 管轄区域
- 長岡市（旧与板町、寺泊町、三島町、和島村区域）
- 三島郡出雲崎町

## 所在地
- 新潟県長岡市与板町与板乙5881-3

## 沿革
- 1875年（明治8年）：出雲崎警察所として発足
- 1879年（明治12年）：与板警察署となる
- 1988年（昭和63年）：現在地に移転新築

## 組織
- 警務課
- 会計課
- 生活安全課
- 地域課
- 刑事課
- 交通課
- 警備課

## 交番

### 長岡市
- 寺泊交番（長岡市寺泊荒町9777）

## 駐在所

### 長岡市
- 脇野町駐在所（長岡市脇野町460-1）
- 鳥越駐在所（長岡市鳥越甲368）
- 島崎駐在所（長岡市島崎3281-1）
- 小島谷駐在所（長岡市小島谷2151）
- 大河津駐在所（長岡市寺泊敦ケ曽根105-3）

### 出雲崎町
- 出雲崎駐在所（三島郡出雲崎町大字大門241-36）